# 鐵頭功
鐵頭功是少林武功其中一項，為硬氣功的一種。修此功者，需锻炼强化头部硬度，在实战中以头部撞击对手。

## 原理
修練此武功的原理，在於每日不間斷的製造頭蓋骨的細微損傷。藉由每日飲食中攝取含鈣質的食物，經由人體的自我修復機制，來逐漸強化頭蓋骨的強度。因為外物撞擊頭部，可能導致腦震盪或腦部挫傷，故修練此武功有一定的危險性。